# Le fiabe di Beda il Bardo
Le fiabe di Beda il Bardo (The Tales of Beedle the Bard) è uno pseudobiblion che viene menzionato nel romanzo Harry Potter e i Doni della Morte di J. K. Rowling. Nel libro è narrata La storia dei tre fratelli, che introduce i protagonisti agli artefatti magici noti come Doni della Morte.
Una versione reale del libro è stata scritta dalla Rowling originariamente in sole sette copie, sei delle quali donate a persone che hanno contribuito a far nascere e a diffondere la saga di Harry Potter e l'ultima venduta all'asta per scopi di beneficenza. L'opera è stata in seguito resa disponibile al pubblico a causa delle richieste dei fan; in Italia il libro è stato pubblicato il 4 dicembre 2008 da Salani.
Tutti i proventi delle vendite del libro sono donati alla Children's High Level Group.

## Storia editoriale
La Rowling ha iniziato a scrivere le fiabe poco dopo aver pubblicato il settimo libro della saga. Durante un'intervista con i suoi fan ha anche affermato che ha usato varie opere come fonte di ispirazione: nello specifico La storia dei tre fratelli, l'unica inclusa per intero in Harry Potter e i Doni della Morte, è stata ispirata da Il racconto dell'indulgenziere di Geoffrey Chaucer.

### Edizione manoscritta
Originariamente Le fiabe di Beda il bardo era stato pensato come un libro in edizione limitata di sette copie interamente fatte a mano, tutte manoscritte e illustrate dalla stessa autrice su carta artigianale e rilegate secondo sue precise indicazioni con copertina in cuoio marocchino e cinque placche d'argento a sbalzo intagliate a mano; le cinque placche rappresentano le cinque storie del volume e sono decorate con gemme incastonate dalla gioielleria Hamilton & Inches di Edimburgo, una gemma diversa per ogni volume.
Sei di queste copie originali furono dedicate e regalate a sei persone che hanno contribuito maggiormente alla scrittura e alla diffusione della serie di Harry Potter. Inizialmente queste persone non furono identificate, ma nel corso del tempo di due di loro si è scoperto il nome: uno è Barry Cunningham, il primissimo editore della Rowling; l'altro è Arthur A. Levine, editore della Scholastic, casa editrice statunitense per i libri di Harry Potter. Cunningham e Levine hanno prestato le loro copie come parte della mostra Beedle the Bard nel dicembre 2008. Successivamente la copia di Cunningham, decorata con rodocrosite, è stata venduta all'asta.
Una settima copia, decorata con pietra di luna, fu realizzata appositamente per essere messa all'asta e raccogliere fondi per la campagna The Children's Voice (oggi Lumos):
(J. K. Rowling)

### La vendita all'asta
La Moonstone edition di 157 pagine è stata messa in mostra prima delle offerte il 26 novembre e il 9 dicembre 2007 rispettivamente a New York e Londra. Il libro è stato messo all'asta il 13 dicembre 2007 alla casa d'aste Sotheby's a Londra. Il prezzo di partenza era di 30000 £, e ci si aspettava di venderlo approssimativamente per 50000 £ . Il prezzo d'acquisto finale ha superato tutte le previsioni, poiché alla fine il libro è stato acquistato da un rappresentante dei rivenditori di belle arti londinesi Hazlitt Gooden e Fox per conto di Amazon per un totale di 1950000 £; ai tempi era il prezzo di compravendita più alto per un manoscritto di letteratura moderna. I soldi ottenuti con l'asta furono poi donati dalla Rowling alla campagna The Children's Voice.
Sotheby's ha fatto stampare un catalogo promozionale di 48 pagine per l'asta. Il catalogo include immagini del libro e un commento dell'autrice. Il catalogo stesso è stato venduto come oggetto da collezione, e i soldi della vendita sonno stati devoluti alla campagna.
Un'altra copia è stata messa all'asta da Sotheby's nel novembre 2016 ed è stata battuta per un prezzo di 368750 £ il 12 dicembre 2016. Si tratta della copia che apparteneva a Barry Cunningham, primo editor di Rownlig, e donata come ringraziamento per essere stata la prima persona ad aver dato fiducia alla sua storia. In copertina sono incastonate pietre di rodocrosite, tradizionalmente associata all'amore, all'equilibrio e alla gioia nella vita quotidiana.

### Edizione pubblica
Il 31 luglio 2008 è stato annunciato che Le fiabe di Beda il bardo sarebbe stato reso disponibile anche per il pubblico, sia nell'edizione standard che in quella per collezionisti. Il libro è stato pubblicato dalla Children's High Level Group e stampato e distribuito dalla Bloomsbury, dalla Scholastic e da Amazon.com; in Italia il libro è stato pubblicato dalla Salani. La decisione è stata presa a causa della delusione tra i fan di Harry Potter poiché, nonostante l'annuncio, non era prevista un'edizione per il grande pubblico.
Similmente a quanto successo per Animali fantastici e dove trovarli e Il Quidditch attraverso i secoli, le due edizioni de Le fiabe di Beda il bardo contengono commenti e note a pie' di pagina di Albus Silente. L'edizione standard include anche illustrazioni riprodotte dalle copie manoscritte e l'introduzione dell'autrice. L'edizione per collezionisti include dieci illustrazioni della Rowling che non compaiono né nella standard né nella manoscritta, come anche una riproduzione dell'introduzione manoscritta dell'autrice.
Il libro, pubblicato il 4 dicembre 2008, è stato pubblicato nel Regno Unito e in Canada dalla Bloomsbury, l'edizione statunitense dalla Scholastic, e l'edizione per collezionisti da Amazon; è stato poi tradotto in 28 lingue diverse . I profitti della vendita dei libri sono stati poi devoluti alla Children's High Level Group.

## Le fiabe
Nel libro sono raccolte cinque storie descritte come molto popolari nel mondo magico di Harry Potter; a seguito di ogni storia sono riportati commenti e aneddoti di Albus Silente che le contestualizzano e rivelano talvolta dettagli del mondo magico. Delle cinque storie, solo l'ultima è riportata per intero all'interno della saga, mentre la prima, la seconda e la quarta vengono solamente nominate da Ron Weasley.

### Il mago e il pentolone salterino
Un tempo, un mago benevolo e amico dei babbani possedeva un pentolone dal quale, a detta sua, fuoriuscivano gli incantesimi e le pozioni che utilizzava per aiutare i suoi compaesani. Alla sua morte il pentolone venne ereditato dal figlio, egocentrico e arrogante: questi vi trovò dentro una pantofola, piccola e senza compagna, assieme ad un messaggio del padre che gli augurava di non averne mai bisogno; il mago, pensando ad uno scherzo del padre, la gettò nel pentolone. Quella notte una contadina si presentò alla sua porta, chiedendogli di curare sua figlia dalle verruche, ma il mago la cacciò in malo modo. Subito al pentolone spuntò un piccolo piede di bronzo e si ricoprì di verruche, iniziando a saltellare e causando così un rumore insopportabile. Nei giorni successivi altre persone vennero a chiedere al mago di aiutarle: ogni volta che il mago rifiutava il suo aiuto, il pentolone iniziava ad emettere gemiti e lamenti, e a mostrare su di sé tutte le sofferenze che il mago causava ai suoi compaesani. Questo, esasperato dal rumore che il pentolone emetteva gemendo e saltellando, corse fuori di casa risolvendo tutti i problemi della gente. Quand'ebbe finito, la pentola ritornò normale, riconsegnando la piccola pantofola all'uomo e consentendogli di mettergliela al piede, soffocando così il clangore. Da quel giorno il mago si impegnò ad aiutare tutti i bisognosi, per evitare che il pentolone scalciasse via la pantofola.

### La fonte della buona sorte
In passato esisteva una fontana speciale, detta Fonte della Buona Sorte, in grado di donare salute, felicità e fortuna alle persone. Tale fontana era posta su un colle in un giardino, al quale poteva accedere solo una persona l'anno. Tra tutte le persone che affollavano l'entrata sperando di venir scelte vi erano tre streghe: Asha, malata di un morbo incurabile, Altheda, che aveva perso tutti i suoi beni, e Amata, abbandonata dall'uomo che amava; le tre decisero che, se fosse stata scelta una di loro, avrebbe fatto in modo di tirar dentro anche le altre. Nel farlo, però, Amata rimase impigliata nell'armatura di un cavaliere, Messer Senzafortuna, che venne quindi trascinato dentro. Nello scalare il colle i quattro vennero sottoposti a tre prove, che riuscirono a superare: la prima prova consisteva in un serpente enorme, che Asha dissetò con le proprie lacrime di dolore; la seconda era una scritta sul terreno che impediva loro di proseguire e che Altheda cancellò con il sudore della propria fronte; la terza era un fiume impossibile da attraversare e Amata, donando i ricordi felici del suo amore, fece comparire un ponte. Giunti in cima, Asha stava per morire a causa della fatica e della malattia, ma Altheda preparò una pozione con delle erbe lì presenti e la guarì completamente, comprendendo che poteva arricchirsi guarendo le persone da quel morbo; le due rinunciarono quindi a immergersi nella fonte. Amata, invece, comprese che il suo amato era stato crudele con lei dopo che i suoi ricordi furono portati via dal fiume e lasciò che fosse il cavaliere a bagnarvisi, come ricompensa per la gentilezza mostrata nello scalare il colle: questi, una volta uscito, chiese la mano di Amata e lei accettò. I quattro se ne andarono inconsapevoli che la fonte in realtà non avesse alcun potere.

### Lo stregone dal cuore peloso
Uno stregone disprezzava l'amore, ritenendolo una fonte di debolezza. Per cercare in tutti i modi di evitarlo si chiuse in sé stesso e iniziò a dedicarsi alle Arti Oscure finché, udendo due suoi servitori che parlavano di lui, l'uno compatendolo e l'altro deridendolo, decise di trovarsi una moglie per suscitare l'invidia altrui. La sua attenzione cadde su una bellissima donna alla quale iniziò a far la corte. Un giorno organizzò una festa per lei: durante la festa la donna gli disse che lei l'avrebbe amato solo se fosse stato in grado di dimostrarle di avere un cuore. Lui la portò nelle segrete del suo castello dove in uno scrigno di cristallo vi era rinchiuso il suo cuore, ormai deforme e coperto di peli. La donna inorridita da quell'atto innaturale, gli chiese di rimetterlo al suo posto e lui lo fece; lo stregone era però ormai folle e uccise la donna, togliendole il cuore dal petto per sostituirlo al suo. Il suo cuore però era ormai selvaggio e incattivito, e si rifiutava di abbandonare l'uomo: questi se lo strappò e morì con entrambi i cuori in mano.

### Baba Raba e il ceppo ghignante
In passato esisteva un re babbano stolto e arrogante che voleva essere l'unico a possedere la magia. Iniziò quindi a perseguitare i maghi e le streghe, cercando nel mentre un istruttore che gli insegnasse a essere un mago. Un truffatore, sentendo la notizia, decise di approfittarne presentandosi al re come un grande mago, chiedendogli ricchezze per procurarsi bacchette magiche (in realtà due rametti staccati da un albero) e pozioni. Un giorno, mentre i due passeggiavano in cortile urlando parole insensate, una vecchia lavandaia di nome Baba Raba scoppiò a ridere fragorosamente, mettendo in imbarazzo il re: questi decise di organizzare una dimostrazione di magia dinanzi ai nobili, ordinando al truffatore di essere presente e minacciandolo di morte in caso le "magie" insegnategli non avessero funzionato. Il truffatore si diresse verso Baba Raba per punirla, ma si accorse che l'anziana donna era una vera strega, poiché i panni, in realtà, si stavano lavando da soli: lui la minacciò di denunciarla al re se non l'avesse aiutato e lei acconsentì. Il giorno successivo il re, grazie a Baba, riuscì a eseguire alcune piccole magie, ma quando provò a resuscitare uno dei suoi cani la vecchia strega non provò nemmeno a eseguire l'incantesimo, poiché non vi è magia in grado di far tornare in vita i morti, mettendo in ridicolo il re. Il truffatore, temendo per la propria vita, accusò Baba di interferire con la magia del sovrano e l'anziana strega fuggì nella foresta. Il re, assieme al truffatore e ai suoi soldati la seguirono e, giunti ad un vecchio albero, udirono una risata provenire da esso. Subito lo abbatterono, ma il ceppo rimasto smascherò il truffatore e minacciò il re di fargli provare un dolore atroce ogni volta che un altro mago sarebbe stato ucciso. Il re, spaventato, smise di perseguitarli e arrestò il suo "maestro". Dopo che se ne furono andati tutti, da una fessura del ceppo uscì un coniglio con una bacchetta magica in bocca e se ne andò saltellando.

### La storia dei tre fratelli
Una sera tre fratelli stavano viaggiando quando si trovarono dinanzi ad un fiume troppo pericoloso da attraversare. I tre, essendo particolarmente versati nella magia, fecero comparire un ponte; subito apparve la Morte, infuriata perché i tre sarebbero dovuti morire nel tentativo di attraversare il fiume. Essa era però astuta, e finse di congratularsi con i fratelli offrendo loro qualsiasi cosa avessero voluto: il primo, un uomo bellicoso, chiese una bacchetta più potente di tutte le altre e la morte ne creò una a partire da un ramo di sambuco; il secondo, che era arrogante, chiese il potere di richiamare le persone dalla Morte e questa raccolse un sasso dal bordo del fiume, dicendogli che aveva il potere di far resuscitare la gente; il terzo, che non si fidava di lei, le chiese un modo per andarsene senza che lei lo seguisse e la Morte, riluttante, gli consegnò il suo Mantello dell'Invisibilità; i tre poi se ne andarono ciascuno per la propria strada. Il primo fratello, armato della Bacchetta della Morte, uccise un suo rivale ma, quella notte, un uomo lo uccise nel sonno e gliela rubò. Il secondo utilizzò la Pietra per richiamare la donna amata; dopo aver vissuto con lei per qualche tempo si rese conto che erano separati come da un velo, e che lei non apparteneva realmente al mondo dei vivi: per riunirsi definitivamente a lei si tolse quindi la vita. La Morte, dopo aver chiamato a sé i primi due fratelli, cercò per anni il terzo senza mai riuscire a trovarlo: solo quando questi ebbe raggiunto una veneranda età si tolse il Mantello dell'Invisibilità donandolo al proprio figlio e se ne andò in pace, salutando la Morte come una vecchia amica.

## Nella serie diHarry Potter

Il simbolo dei Doni della Morte

Le fiabe di Beda il bardo compare per la prima volta come pseudobiblion in Harry Potter e i Doni della Morte. Il libro è lasciato in eredità da Albus Silente a Hermione Granger: è descritto come una raccolta popolare di fiabe per bambini del mondo magico cosicché, mentre Ron Weasley conosce bene la raccolta, Harry Potter e la stessa Hermione non ne hanno mai sentito parlare, essendo cresciuti nel mondo babbano.
Il libro svolge la funzione di deus ex machina nell'introdurre i Doni della Morte al trio: infatti, in calce alla favola "La storia dei tre fratelli", Hermione trova uno strano simbolo che Xenophilius Lovegood rivela essere il simbolo dei Doni. Tale simbolo consiste in un triangolo, rappresentante il Mantello dell'Invisibilità, un cerchio, simbolo della Pietra della Resurrezione, e una linea verticale, ossia la Bacchetta di Sambuco, sovrapposti a formare una specie di occhio.
I tre leggendari oggetti sono menzionati nella storia stessa come appartenenti a tre fratelli: in seguito si scopre che la storia ha un fondo di verità e che i tre sono i fratelli Cadmus, Antioch e Ignotus Peverell, che più tardi si rivelano essere antenati di Harry e di Lord Voldemort. Al termine del libro, la visione onirica di Silente conferma a Harry il suo legame con i Peverell, e che gli stessi fratelli potrebbero essere i creatori dei Doni.
L'introduzione scritta dalla Rowling all'edizione de Le fiabe di Beda il Bardo pubblicata nel 2008 afferma che il personaggio di Beda nacque nello Yorkshire, è vissuto a cavallo del quindicesimo secolo, e aveva una «barba straordinariamente rigogliosa».

## Accoglienza
Il vicedirettore di Sotheby's Philip W. Errington ha descritto l'edizione manoscritta come "uno dei pezzi più interessanti della letteratura per l'infanzia" che è passato per la casa d'aste. Dopo aver acquistato il libro, Amazon ha anche pubblicato una recensione, descrivendolo come "un pezzo d'arte estratto direttamente da un romanzo".
The Times ha recensito favorevolmente il libro, definendo i racconti "divertenti, sinistri, saggi e accattivanti" e paragonandoli ai racconti raccolti dai fratelli Grimm. The Telegraph lo ha recensito negativamente, affermando che "[i racconti] sarebbero insignificanti se non fosse per l'opera che si trova dietro di essi".